# 8685 Fauré
(8685) Fauré, denumire internațională (8685) Faure, este un asteroid din centura principală de asteroizi.

## Descriere
8685 Fauré este un asteroid din centura principală de asteroizi. A fost descoperit pe 4 aprilie 1992 la Observatorul La Silla de Eric Walter Elst. Asteroidul prezintă o orbită caracterizată de o semiaxă mare de 2,21 ua, o excentricitate de 0,05 și o înclinație de 0,9° în raport cu ecliptica.